# 생과 사의 그 순간
"생과 사의 그 순간"은 한국에서 제작된 삼보 감독의 1986년 영화이다. 장일도 등이 주연으로 출연하였고 정도환 등이 제작에 참여하였다.

## 출연

### 주연
- 장일도

## 기타
- 조명: 서병수
- 녹음: 손인호